# Austrogemmula tasmanica
Austrogemmula tasmanica is een slakkensoort uit de familie van de Turridae. De wetenschappelijke naam van de soort is voor het eerst geldig gepubliceerd in 1911 door May.